# Darjeeling (thee)

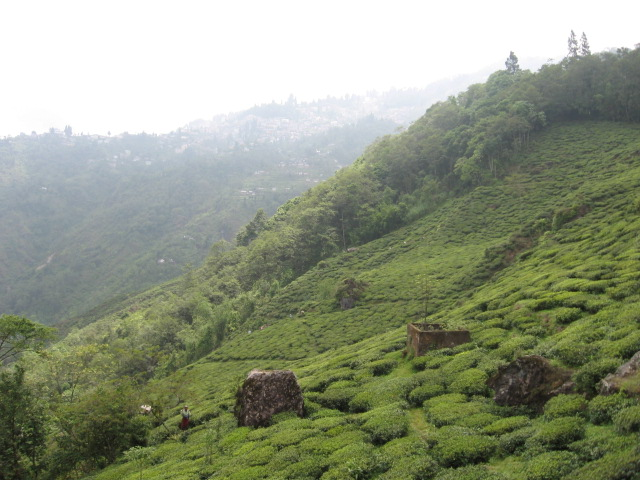
Een Darjeeling-plantage

Darjeeling-thee is vanouds een exclusieve zwarte thee, met name in Engeland en andere landen van het vroegere Britse Rijk. De thee komt uit de streek Darjeeling in de Indiase staat West-Bengalen. Een zorgvuldige kweek bezorgt de thee zijn karakteristieke aroma: fruitig, kruidig, en een klein beetje zurig wrang (door de natuurlijke aanwezigheid van tannine).

## Geschiedenis
Het planten van thee in het Indiase district Darjeeling begon in 1841. Het was het idee van dr. Campbell, een chirurg die werkte bij de Indiase medische dienstverlening. Hij experimenteerde rond die tijd met verschillende soorten thee en zijn projecten werden gesteund door de overheid. Grootschalige productie kwam op gang rond 1850. 
Tegenwoordig wordt er veel meer thee als "Darjeeling" op de markt gebracht dan er werkelijk geproduceerd wordt in de streek. Daarom heeft de Tea Board of India er een keurmerk met logo voor ontwikkeld. 

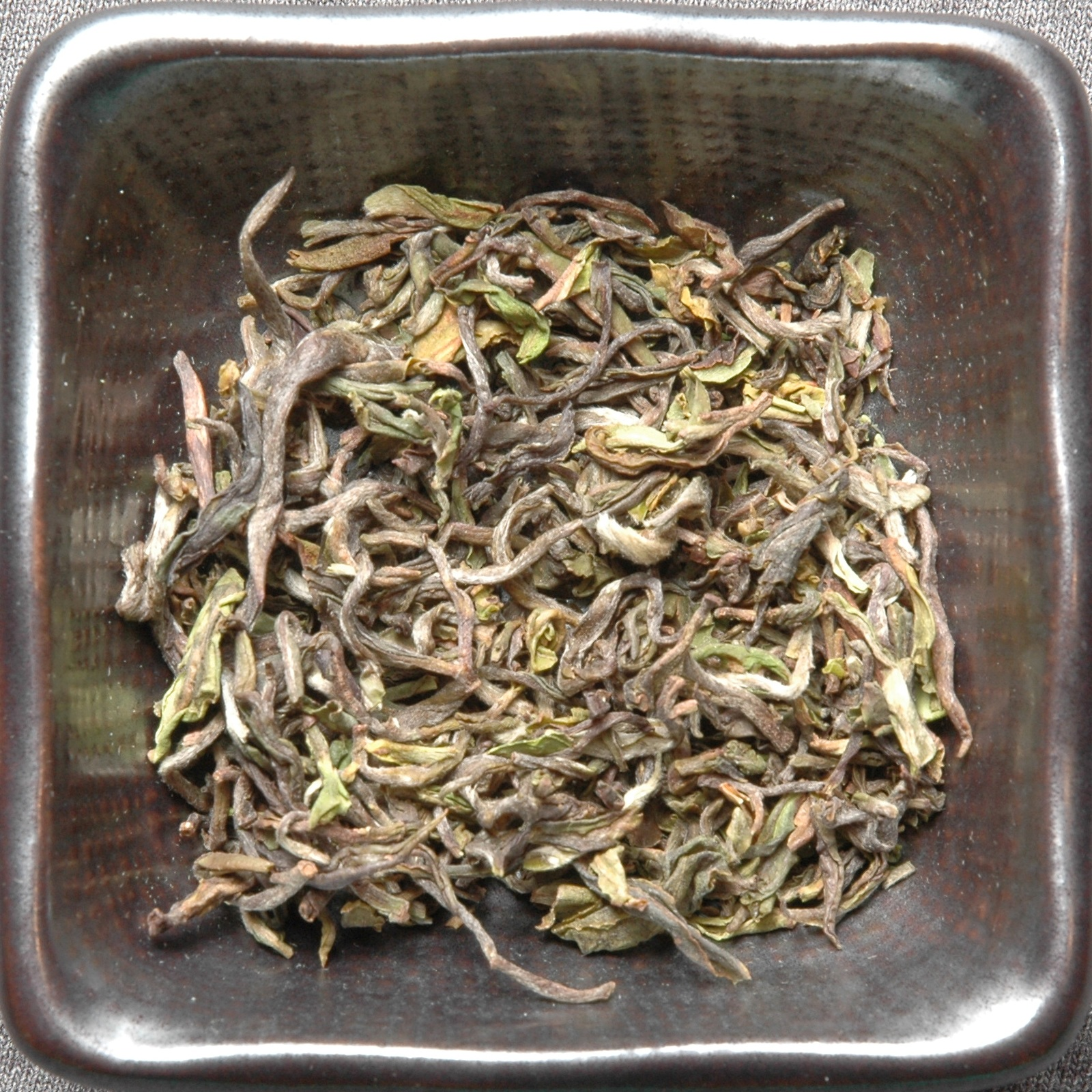
First flush Darjeeling-thee

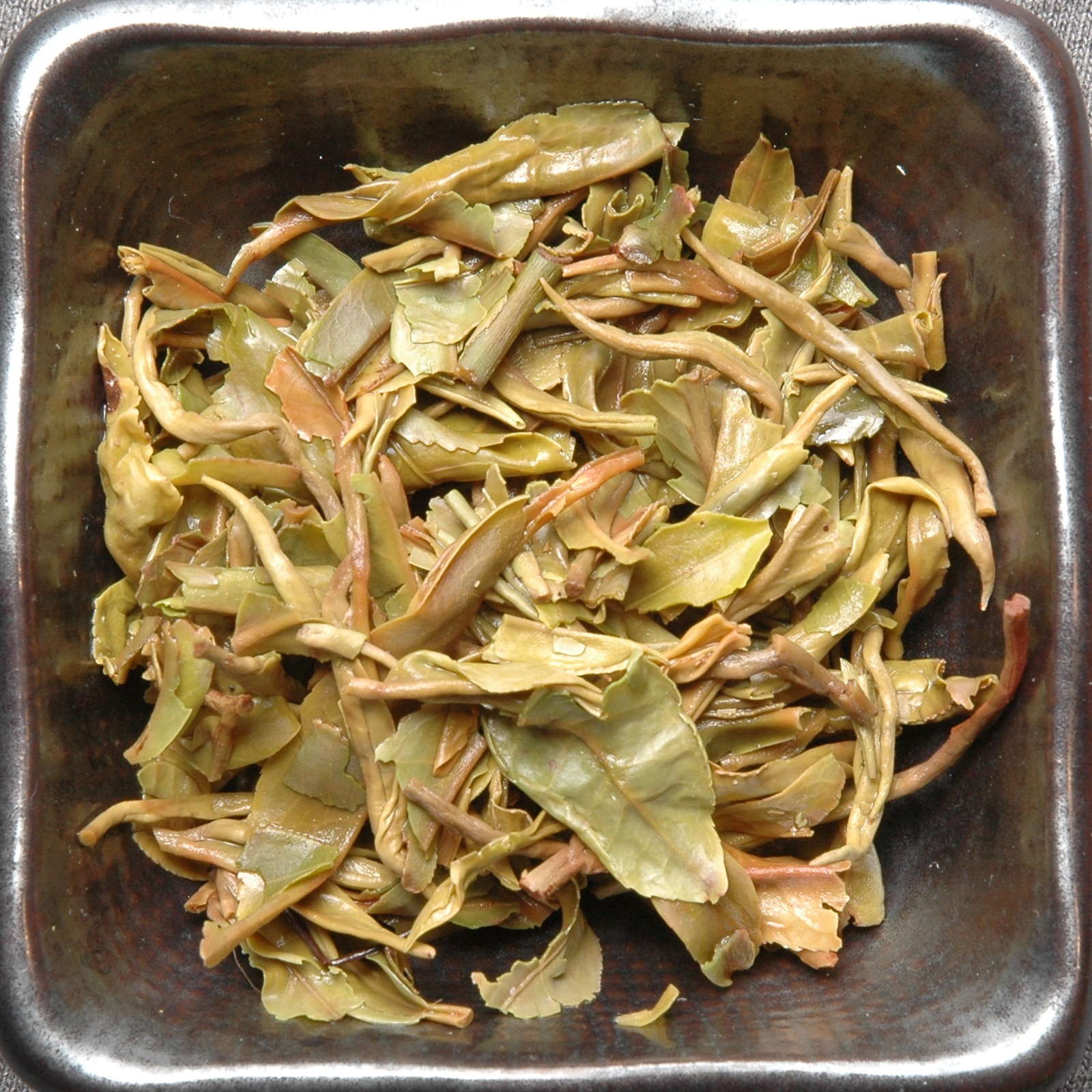
First flush Darjeeling-thee na behandeling

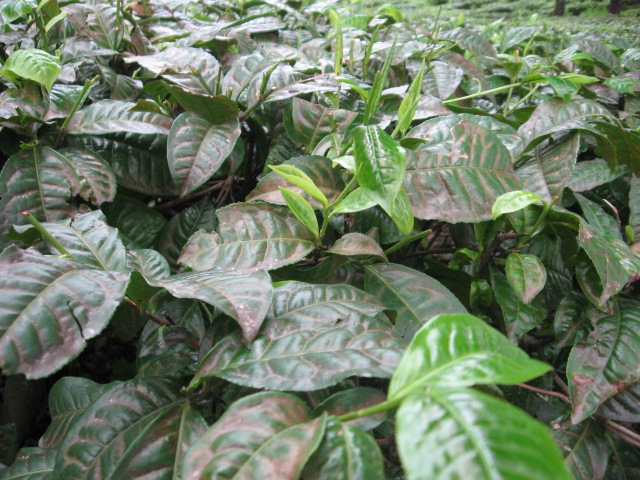
Theeplant

## Variaties
- 1st Flush, de eerste pluk van het jaar, geldt als de 'Champagne' onder de theesoorten. De fijne, met de hand geplukte 1ste twee topblaadjes geven een lekkere zachte smaak. Het is ook de duurste thee, die elk jaar in mei wordt ingevlogen.
- 2nd Flush is afkomstig van de tweede pluk in juni en heeft een goede zachte smaak.
- Autumnal Flush wordt geplukt in de herfst na het regenseizoen, en heeft een minder delicate smaak.

Darjeeling-thee geplukt tijdens de moesson wordt vaak verkocht voor lagere prijzen.

## Theeplantages
Er zijn vele theeplantages in Darjeeling, en elke plantage produceert zijn thee op een andere manier. Hierdoor is het zo dat de ene Darjeeling-thee niet de andere is: er zijn smaakverschillen. Sommige van deze plantages zijn enorm populair vanwege de smaak van de thee, zoals: Arya, Chamong, Lingia, Castleton, Jungpana, Makaibari, Margaret's Hope en Risheehat. 